# Ida y vuelta
Ida y vuelta es un cortometraje en blanco y negro dirigido en 1967 por Iván Zulueta como práctica para el tercer curso de la Escuela Oficial de Cine. Está inspirado en un relato de Williams Jenkinsy fue rodado en 35mm.